# Gerrit Cornelis Berkouwer

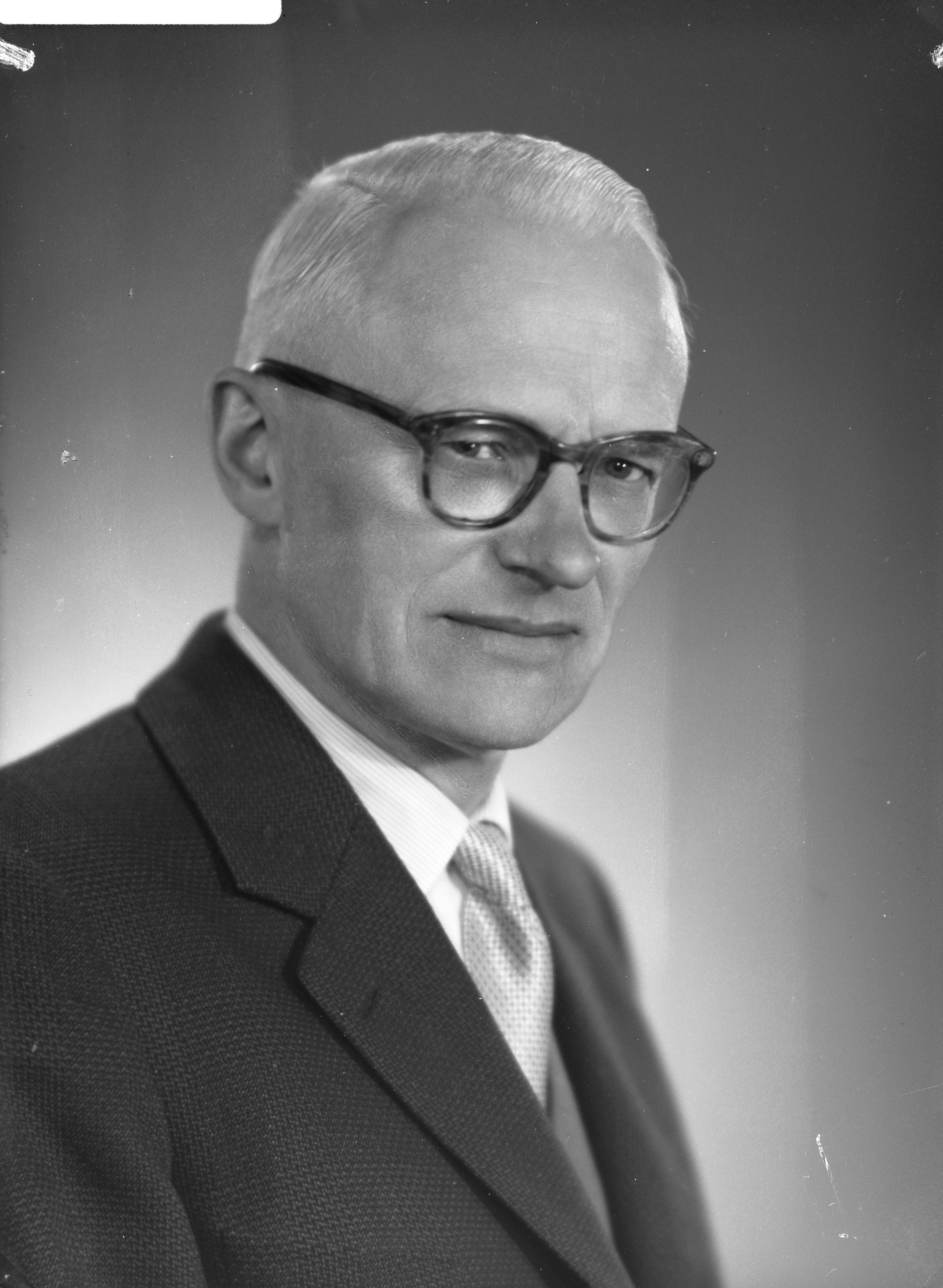
Gerrit Cornelis Berkouwer (um 1940)

Gerrit Cornelis Berkouwer (* 8. Juni 1903 in Amsterdam; † 25. Januar 1996 in Voorhout) war ein niederländischer evangelisch-reformierter Theologe. Er galt als führender Dogmatiker der Gereformeerde Kerk. 1953 wurde er zum Mitglied der Königlich Niederländischen Akademie der Wissenschaften ernannt.

## Jugend, Studium, Promotion
Gerrit Cornelis Berkouwer war das mittlere von drei Kindern des Ehepaars Cornelis Berkouwer und Adriana Aletta van der Ban; der Vater war Lehrer. Nach dem Besuch des Gymnasiums immatrikulierte er sich 1922 an der Vrije Universiteit Amsterdam. Im Theologiestudium interessierte sich Berkouwer für Dogmatik, ein Fachbereich, der während seiner Studienzeit von Valentijn Hepp geprägt wurde. In seiner späteren theologischen Arbeit bezog sich Berkouwer besonders auf das Werk von Herman Bavinck.
1927 trat Berkouwer eine Prädikantenstelle in Oudehorne an und heiratete im gleichen Jahr Catharina Cornelia Elisabeth Rippen. Das Paar hatte neun gemeinsame Kinder.
Berkouwers Doktorarbeit (1932) analysierte „Glaube und Offenbarung in der neueren deutschen Theologie“. In dieser Zeit äußerte er sich sehr kritisch über Karl Barth. Er gewann den Ruf eines soliden Dogmatikers und erhielt 1940 eine Professur für Neuere Theologie an der Vrije Universiteit. Seine Inauguralrede hatte den Titel „Barthianismus und Katholizismus“ und sparte nicht mit Kritik an beiden. Er hatte sich bereits zu diesem Zeitpunkt eine gute Kenntnis römisch-katholischer Theologie erworben, was für seinen späteren Lebensweg wichtig werden sollte.

## Synodenvorsitz
Während des Zweiten Weltkriegs war Berkouwer Vorsitzender der Synode der Gereformeerde Kerk. 1944 kam es unter seinem Vorsitz zu einer Spaltung der Kirche, was für Berkouwer eine traumatische Erfahrung darstellte.  Anlass waren Meinungsverschiedenheiten über die Theologie von Abraham Kuyper. Die Synode versuchte 1942, den Konflikt durch einen Kompromiss beizulegen. Es entstand aber ein neuer Streit darüber, ob die Synode dazu ermächtigt war. Etliche Ortsgemeinden sahen im Kompromisstext das Kuypersche Verständnis von Taufe und Bund nicht gewahrt; ihre Wortführer waren Seakle Greijdanus und vor allem Klaas Schilder. Als die Synode den Kompromisstext für verbindlich erklärte, rief Schilder die Ortsgemeinden zum Widerstand auf. Unter Vorsitz von Berkouwer enthob die Synode Schilder seiner Ämter als Pastor und Professor. Im August 1944 erklärte Schilder sich für unabhängig von der Synode und rief die Ortsgemeinden auf, es ihm gleichzutun: die sogenannte „Befreiung“ (Vrijmaking). In den Folgejahren verlor die Gereformeerde Kerk durch diese Kirchenspaltung 90.000 Mitglieder (12 %) an die Reformierte Kirchen in den Niederlanden (befreit).

## Barth-Studien und Ökumene
1945 wurde Berkouwer Professor für Neuere Theologiegeschichte, Symbolik (Kunde von den Bekenntnisschriften) und Hermeneutik; 1950 wurde der Lehrstuhl umbenannt in  Dogmatik und Dogmengeschichte. Mit einer Studie über Karl Barth wurde er 1954 in der Fachwelt über seine Kirche hinaus bekannt. In der Gereformeerde Kerk wurde der Barthianismus damals vorwiegend als Bedrohung der eigenen Identität wahrgenommen, gerade weil Barth sich der traditionellen reformierten Theologie bediente und sie in neuer Weise interpretierte. In dieser Atmosphäre veröffentlichte Berkouwer sein Hauptwerk: „Der Triumph der Gnade in der Theologie Karl Barths.“ Darin widersprach er Barth zwar weitgehend, erkannte aber an, dass Barth auf Grundlage der Bibel und der reformierten Tradition Theologie trieb.
Mit Veröffentlichungen über die römisch-katholische Kirche hatte sich Berkouwer den Ruf eines Kenners derselben erworben und wurde als Beobachter zum Zweiten Vatikanischen Konzil eingeladen. Er begleitete auch die weitere Entwicklung des Katholizismus mit seinen Publikationen.
Die Gereformeerde Kerk durchlief in den 1960er Jahren einen Veränderungsprozess, der im konservativen Spektrum dieser Kirche als Identitätsverlust betrauert wurde. Manche gaben Berkouwer die Schuld daran, obwohl er sich doch etwa Barth gegenüber vorwiegend kritisch geäußert hatte. Berkouwer selbst verstand seine Theologie vor allem als Hören auf die Bibel, so dass die Festschrift anlässlich seiner Emeritierung unter das Motto Ex auditu verbi gestellt wurde.

## Letzte Lebensjahre
Berkouwer, der im Alter von 92 Jahren verstarb, war in seinen letzten Lebensjahren fast vollständig erblindet und lebte in einem Pflegeheim in Voorhout. Doch hatte er viele persönliche Kontakte und empfing fast täglich Besuch. Obwohl er sie nicht mehr lesen konnte, behielt er bis zuletzt eine Anzahl Bücher, mit denen er sich umgab.